# Cold reading
Cold reading ("koud lezen") is een methode om – zonder werkelijk iets over de gesprekspartner te weten – bij die gesprekspartner de indruk te wekken dat men wel iets over hem weet. Deze wordt door waarzeggers, bij politieverhoren en soms bij verkoopgesprekken toegepast. Sommige mensen leren de benodigde technieken onbewust aan, vaak van kinds af aan, waardoor ze zelf zijn gaan geloven over paranormale gaven te beschikken.

## Aanpak
Tijdens een cold readingsessie kan een medium van de volgende methodieken gebruikmaken, die in combinatie met elkaar tot verbluffend goede resultaten kunnen leiden:
- Analyse van het uiterlijk van de gesprekspartner: wanneer de gesprekspartner binnenkomt, geeft deze reeds veel informatie over zichzelf prijs onder meer door kleding, lichaamshouding, leeftijd, kapsel, geslacht, accent, sieraden, het al dan niet dragen van een trouwring, het al dan niet hebben van 'werkmanshanden', het voertuig waarin de gesprekspartner rijdt, etc.
- Gebruik van gemeenplaatsen: door het doen van algemene uitspraken, die veel mensen van toepassing achten op zichzelf, stijgt het vertrouwen van de gesprekspartner. Voorbeelden: "U vindt het prettig als andere mensen u bewonderen; tegenover uzelf bent u echter vaak nogal kritisch", "Je had vaak ruzie met je ouders". Dit wordt ook wel het Forer-effect genoemd. Op deze manier kan een medium zelfs een lang verhaal houden, of op papier zetten, dat door een cliënt als zeer nauwkeurig wordt gezien. Dat het verhaal voor 60% klopt, maakt het geloofwaardig. De foute 40% wordt snel weer vergeten.
- Schieten met hagel: door een groot aantal opties aan te dragen worden genoeg algemene suggesties aangereikt zonder dat vooraf wordt aangegeven waarop die betrekking hebben, dan is - statistisch gezien - de kans op een treffer zeer groot. Voorbeeld (van Char): "Een P... ik krijg heel duidelijk een P door... Of een B..." - het is nu aan de gesprekspartner om de (voor- of achter-, doop- of meisjes-) naam van een familielid te herkennen en te noemen - maar de naam van een andere persoon, een land, topografische plaats of de naam van een ziekte kan natuurlijk ook.
- De gesprekspartner blijven observeren: Door op kleine seintjes te letten, zoals een knikje, een veranderende blik of een veranderende houding, weet het medium of deze op het goede pad zit.[1]
- De cliënt veel aan het woord laten: Door het eigen verhaal kort en vaag te houden en veel vragen te stellen kan het medium zelf niet op een fout betrapt worden. Een goedgelovige cliënt zal zelf het verhaal invullen. Het medium kan na een verhaal altijd zeggen dat deze het al wist.
- Dubbelzinnige vragen stellen: Door een dubbelzinnige vraag te stellen kan het medium nog alle kanten op met de reactie van de cliënt. Bijvoorbeeld met de vraag: "Je hebt toch geen kat hè?" Na de reactie van de cliënt kan het medium ofwel zeggen: "Zie je wel, ik dacht al je bent helemaal geen kattenmens." of "Oh je hebt wel een kat....ik dacht al waarom zie ik toch een kat?"
- De gesprekspartner vleien en zeggen wat deze wil horen: Doordat de gesprekspartner door het medium gevleid wordt en doordat het medium zegt wat de gesprekspartner wíl horen zal deze het medium eerder geloven.

Door een goede observatie, door aanpassing van het verdere gespreksverloop aan de hand van de verkregen antwoorden en door het doen van voor de hand liggende gevolgtrekkingen komt de 'cold reader' heel wat feiten aan de weet, waarvan de gesprekspartner de indruk heeft dat die niet door hemzelf zijn verstrekt. Hierbij is het belangrijk dat de cold reader de tijd neemt, eventueel een dramatische show om het verhaal heen bouwt en vooral steeds laat merken dat deze alles wat genoemd wordt, allang wist. Mocht het medium betrapt worden op een uitspraak die niet klopt dan vist deze net zo lang door totdat er toch iets boven komt wat met de uitspraak overeenkomt. De reader zegt dan bijvoorbeeld: "Ja inderdaad, je sport niet maar je zou wel willen sporten. Je bent dus toch sportief" of "Dus je broer is de sportieveling in de familie". Een goede cold reader doet geen moeite om iemands allergrootste geheimen boven tafel te krijgen. Het benoemen van kleine geloofwaardige feitjes is al overtuigend genoeg.

Gedurende een succesvolle cold reading is het de waarzegger, die de meeste woorden levert; het is echter de klant, die de meeste betekenis en al het daaraan gehechte belang levert.
— Ian Rowland

## Vooronderzoek
Wanneer een medium een vooronderzoek doet om de gesprekspartner te leren kennen is er geen sprake meer van cold reading, maar van hot reading. Het draagt echter wel bij aan de geloofwaardigheid van het medium wanneer deze van tevoren weet wat voor persoon er binnenkomt, waar deze mee worstelt en hoe zijn familiegeschiedenis eruitziet. Het medium kan zich degelijk voorbereiden door navraag te doen, door iemand anders de gesprekspartner uit te laten horen of gewoon te googelen.

## Voetnoot
1. ↑  (en)  Cold Reading in 13 stappen, op skeptics.com.au
2. ↑  (en)  Cold reading bij skepdic.com